# Хійодорі
Хійодорі (Hiyodori, яп. 鵯) – міноносець Імперського флоту Японії типу «Оторі», який брав участь у Другій Світовій війні.

## Історія створення
Корабель, який став другим серед міноносців типу «Оторі», був закладений 26 листопада 1934 року на верфі IHI Corporation у Токіо. Спущений на воду 25 жовтня 1935 року, вступив у стрій 20 грудня 1936 року.

## Історія служби
На момент вступу Японії до Другої світової війни «Хійодорі» належав до 15-го ескортного дивізіону, який відносився до Флоту Китайської зони. 4 грудня 1941-го корабель вийшов з Мако (важлива база ВМФ на Пескадорських островах у південній частині Тайванської протоки) для участі у майбутній операції проти британського Гонконгу, який здався 25 грудня. Надалі до вересня 1942-го «Хійодорі» продовжував базуватись на Гонконг та ніс патрульно-ескортну службу, при цьому після розформування 10 квітня 15-го дивізіону корабель напряму підпорядковувався Другому Китайському експедиційному флоту (частина Флоту Китайської зони, яка відповідала за операції біля узбережжя південного Китаю). З 3 по 27 березня 1942го «Хійодорі» пройшов у все тому ж Гонконгу доковий ремонт.
7 серпня 1942-го союзники висадились на сході Соломонових островів, що започаткувало шестимісячну битву за Гуадалканал та змусило японське командування перекидати сюди підкріплення. 26 вересня «Хійодорі» вийшов з Гонконгу у складі охорони конвою «Шитай №2», який перевозив війська та 7 жовтня прибув на Палау (важливий транспортний хаб на заході Каролінських островів). Звідси частина первісного ескорту повернулась до Гонконгу, проте «Хійодорі» рушив далі та 14 жовтня досягнув Рабаула – головної передової бази в архіпелазі Бісмарка, з якої здійснювались операції на Соломонових островах та сході Нової Гвінеї. Після цього корабель зайнявся патрульно-ескортною службою у районі між Рабаулом та якірною стоянкою Шортленд (прикрита групою невеликих островів Шортленд акваторія біля південного завершення острова Бугенвіль, де зазвичай відстоювались бойові кораблі та перевалювались вантажі для подальшої відправки далі на схід Соломонових островів).
З плином часу завдання «Хійодорі» стали виходити за межі курсування між Рабаулом та Бугенвілем. Так, 21 – 24 листопада 1942-го він провів транспортний рейс для доставки продовольства на Нову Гвінею до Лае (у глибині затоки Хуон), причому отримав певні пошкодження від атаки авіації. З 24 грудня 1942 по 7 січня 1943 «Хійодорі» здійснив далекий похід для ескорту конвоїв з Рабаула до Палау та у зворотному напрямку. При цьому 6 січня в районі за шість сотень кілометрів від Рабаула міноносець перебрав від есмінця «Окікадзе» супровід десантного корабля-авіаносця «Акіцу-Мару», який прямував з Трука (розташована в центральній частині Каролінських островів головна японська база у Океанії).
З середини січня 1943-го «Хійодорі» неодноразово виконував завдання, пов’язані із забезпеченням баз в центральній частині Соломонових островів (на тлі несприятливого розвитку битви за Гуадалканал, японці ще з листопада почали облаштовуватись на архіпелазі Нью-Джорджія). Так, 16 січня, корабель охороняв транспорт «Ямасімо-Мару», який мав доправити підрозділ ППО на Нью-Джорджі. Коли кораблі вже слідували від Мунди, «Ямасімо-Мару» був пошкоджений під час повітряної атаки, після чого прибув на Шортленд. Протягом наступного тижня «Хійодорі» здійснив одразу три рейси для супроводу мінного загороджувача «Цугару» – 17 січня до затоки Реката на північному узбережжі острова Санта-Ісабель (тут, північніше від Нью-Джорджії, ще з травня 1942-го знаходилась база японської гідроавіації), куди загороджувач доставив підрозділ ППО; 22 січня удруге до Рекати (на цей раз додаткову охорону забезпечував есмінець «Куросіо»); 23 січня до Коломбангари у центральній частині архіпелагу Нью-Джорджія, куди «Цугару» доставив службовців будівельного підрозділу ВМС (при цьому додаткову охорону забезпечував мисливець за підводними човнами CH-23).
28 січня 1943-го «Хійодорі» та мисливець CH-23 повели з Рабаула до Коломбангари транспорт «Тоа-Мару №2», який перевозив різноманітні вантажі (в тому числі 2 танка) та незначну кількість військовослужбовців (первісно з ними прямував мінний загороджувач «Камоме», проте він невдовзі відокремився та попрямував на Бугенвіль). 30 січня поблизу острова Велья-Лавелья (західна частина архіпелагу Нью-Джорджія) ворожі літаки потопили «Тоа-Мару №2 Го», втім, майже всіх, хто перебував на борту, вдалось урятувати.
16 лютого 1943-го «Хійодорі» разом з мисливцем CH-18 вийшли з Рабаула, щоб супроводити до Коломбангари транспорт «Носіро-Мару». Через кілька годин з кораблів помітили сліди 4 торпед та вчасно здійснили маневр ухилення. Невдовзі літак, який забезпечував прикриття загону, виявив субмарину та скинув на неї кілька глибинних бомб, після чого до атаки приєднались ««Хійодорі»» та CH-18. Після атаки останнього над водою на нетривалий час з’явилась рубка підводного човна, після чого CH-18 скинув ще одну серію глибинних бомб. Ймовірно, саме цей епізод став фатальним для американської субмарини «Емберджек».
31 березня – 3 квітня 1943-го «Хійодорі» прослідував з Рабаула на Трук, при цьому він з 1 квітня був переданий до 2-го ескортного дивізіону, який належав до Четвертого флоту зі штаб-квартирою на Труці. Далі протягом шести місяців «Хійодорі» займався ескортуванням конвоїв між Японією, різними островами Мікронезії та Рабаулом. Зокрема, 8 травня «Хійодорі» вийшов з Труку до Йокосуки у складі конвою №4508. 10 травня він провадив порятунок вцілілих з уражених підводним човном транспортів «Кійнай-Мару» і «Тацутаке-Мару», при цьому отримав певні пошкодження при зіткненні з «Кінай-Мару». Далі «Хійодорі» 11 травня зайшов для висадки врятованих на Сайпан (Маріанські острови), після чого попрямував услід за конвоєм до Японії. 21 – 31 травня торпедний човен супроводжував з Йокосуки на Трук конвой №3521.
Серед конвоїв, у проведенні яких «Хійодорі» брав участь влітку 1943-го, можливо назвати № 4602 (Трук – Йокосука, 2 – 10 червня), № 3613 (Йокосука – Трук, 13 – 27 червня), № 5284 (Трук – атол Кваджелейн на Маршаллових островах, 28 червня – 3 липня), конвой з Кваджелейну на Трук 4 – 8 липня, № 1172 (Трук – Рабаул, 17 – 21 липня), № 1312 (Трук – Рабаул, 31 липня – 4 серпня), Рабаул — Трук (6 – 9 серпня), №6202 (Кваджелейн – Трук, 20 – 24 серпня), № 5872 (Трук – Кваджелейн, 27 серпня – 1 вересня).
4 вересня 1943-го «Хійодорі» разом з переобладнаним канонерським човном «Хейдзе-Мару» розпочав ескортувати транспорт «Кенрю-Мару» з Кваджелейну на Науру. Невдовзі після виходу з гавані підводний човен потопив «Хейдзе-Мару», проте «Хійодорі» 7 вересня довів транспорт до пункту призначення. Далі «Хійодорі» вийшов для зустрічі судна «Хокушо-Мару», яке 8 вересня вийшло у рейс до Науру з острова Кусаїє (східні Каролінські острова) під охороною переобладнаного мисливця за підводними човнами. 11 вересня вже за кілька кілометрів від Науру «Хокушо-Мару» було потоплене іншим підводним човном. З Науру «Хійодорі» повернувся на Кваджелейн і 18 – 25 вересня супроводив звідси на Трук конвой №6188.
Наступні кілька завдань корабля були пов’язані із архіпелагом Бісмарка. Не пізніше початку жовтня 1943-го «Хійодорі» був у Рабаулі, а 5 – 8 жовтня супроводив звідси на Трук конвой №2052. З 15 по 19 жовтня міноносець забезпечував проведення до Рабаула конвою №1151.
Станом на 1 листопада 1943-го «Хійодорі» був на Кваджелейні, звідки вийшов у складі охорони конвою, що складався із судна «Момогава-Мару», яке вело на буксирі пошкоджений флотський танкер «Ширетоко». 25 числа «Ширетоко» нарешті довели до Японії у порт Сасебо, після чого з 30 листопада по 18 грудня «Хійодорі» пройшов ремонт у Майдзуру (обернене до Японського моря узбережжя Хонсю).
З 9 січня по 5 лютого 1944-го «Хійодорі» пройшов з конвоями по круговому маршруту між Йокосукою та Труком, а потім узявся за виконання ескортних місій на маршруту між Йокосукою та Сайпаном. При цьому 3 березня корабель отримав на Сайпані незначні пошкодження (із невідомих причин), а 19 – 30 березня пройшов ремонт у Йокосуці. З 1 по 23 квітня «Хійодорі» охороняв конвой «Хігаші-Мацу №4», який прослідував з Токіо на Сайпан та назад (в межах операції «Хігаші-Мацу» японське командування підсилювало гарнізони цілого ряду островів Мікронезії, передусім Маріанських та західних Каролінських, які тепер були включені до головного оборонного периметру Імперії).
3 – 9 червня 1944-го «Хійодорі» ескортував конвой з Сайпану на Трук (можливо відзначити, що японці вивели звідси майже всі основні бойові кораблі ще на початку лютого, а в середині лютого база на Труці була розгромлена під час рейду авіаносного з’єднання та втратила своє значення), а 21 червня – 29 червня пройшов з конвоєм із Труку до розташованого на півдні філіппінського острова Мінданао порту Давао (при цьому вже 12 червня американці розпочали операцію по узяттю під контроль Сайпану, з якого раніше вийшов «Хійодорі»), а потім до Маніли. 
З 18 липня 1943-го корабель перевели до 1-го ескортного дивізіону, який провадив операції на трасах до портів Південно-Східної Азії. 24 липня – 3 серпня «Хійодорі» ескортував конвой з Маніли до Сасебо, а 15 серпня – 22 вересня пройшов з конвоями від Сасебо через порти Формози до Сінгапуру.
2 жовтня 1944-го «Хійодорі» повів конвой HI-76 з Сінгапуру до японського порту Моджі. 8 жовтня підводний човен торпедував судно «Кімікава-Мару», після чого «Хійодорі» та фрегат CD-28 відділились від основного загону та 9 жовтня привели пошкоджений транспорт до Маніли. Далі «Хійодорі» вийшов у море та приєднався до охорони конвою TAMA-29, який ще 1 жовтня вийшов з Такао (наразі Гаосюн на Тайвані) на Філіппіни, але лише 13 жовтня увійшов до Манільської бухти.
17 жовтня 1944-го «Хійодорі» полишив Манілу, ескортуючи конвой «Тайхі» («біженський» - так японці іменували операції по масовому виводу суден з портів, які могли стати цілями для ворожих рейдів). 25 жовтня конвой досягнув Брунею, при цьому під час переходу «Хійодорі» разом з есмінцем «Наганамі» провів інспектування американського підводного човна «Дартер», що сів на мілину біля узбережжя острова Палаван та був полишений екіпажем (перед тим USS Darter потопив один та важко пошкодив ще один важкі крейсери зі складу сил, що прямували для вирішальної битви з силами вторгнення на Філіппіни). 27 жовтня – 5 листопада «Хійодорі» провів конвой з Брунею через Мірі (центр нафтовидобутку на північно-західному узбережжі Борнео) до Кап-Сен-Жак у південному В’єтнамі (наразі Вунгтау).
10 листопада 1944-го «Хійодорі» вийшов з Кап-Сен-Жак, супроводжуючи конвой MI-20 у його переході до Формози. 17 листопада за півтори сотні кілометрів на південь від острова Хайнань «Хійодорі» був торпедований та потоплений американським підводним човном «Ганнел» (можливо відзначити, що 8 листопада ця ж субмарина потопила інший корабель типу «Оторі» – «Сагі»).